# Garota de Ipanema
"Garota de Ipanema" (tiếng Anh: "The Girl from Ipanema") là một ca khúc bossa nova nổi tiếng, một bản hit trên toàn thế giới vào những năm giữa của thập niên 60 và từng đoạt Giải Grammy cho Thu âm của năm vào năm 1965. Ca khúc được sáng tác vào năm 1962 bởi Antônio Carlos Jobim với phần lời tiếng Bồ Đào Nha viết bởi Vinicius de Moraes. Phần lời tiếng Anh sau này được phổ bởi Norman Gimbel.
Những bản thu chính thức đầu tiên được thực hiện vào năm 1962 bởi Pery Ribeiro. Bản thu được hát bởi Astrud Gilberto cùng với João Gilberto và Stan Getz trong album Getz/Gilberto (1964), sau đó trở thành bản hit trên toàn thế giới, đạt vị trí số 5 tại Mỹ, số 29 tại Anh và các thứ hạng cao ở các nước khác. Rất nhiều dị bản đã được thu lại sau đó, đặc biệt khi trở thành một trong những bản nhạc không lời phổ biến ở các địa điểm công cộng (như trong đoạn cuối của bộ phim The Blues Brothers). Nhiều người coi đây là bản nhạc nổi tiếng thứ hai của lịch sử, chỉ sau "Yesterday" của The Beatles. Vào năm 2004, một trong số 50 bản thu của ca khúc này đã được Thư viện Quốc hội Mỹ cho vào trong danh sách thu âm lưu trữ quốc gia.